# 簡送德古宅
簡送德古宅，原名永安居，閩式傳統民居，位於臺灣桃園市大溪區，為桃園直轄市定古蹟。建於1898年（明治三十一年），於1902年竣工，正廳外的門聯「永紹宏基克勤克儉繩祖武，安居陋室惟忠惟孝振家聲」，為屋主簡送德手寫於磚牆上的祖訓。建築作工精巧，磚工技巧豐富，紅磚色彩飽滿，被視為桃園之最。興建匠師由中國福建招募，牆壁上暗色系磚塊拼為「卍」與「囍」字，被認為深具藝術價值。2014年2月指定為縣定古蹟。